# نهائي كأس العالم 1994
نهائي كأس العالم 1994 1994 World Cup Final كان عبارة عن مباراة كرة قدم أقيمت في ملعب روز بول في باسادينا، كاليفورنيا، الولايات المتحدة، في 17 يوليو 1994، لتحديد الفائز بكأس العالم 1994. فازت البرازيل على إيطاليا 3-2 بركلات الترجيح لتحقق لقبها الرابع في كأس العالم عندما انتهت المباراة 0-0 بعد وقت إضافي. وهذا يعني أن البرازيل تفوقت على إيطاليا وألمانيا باعتبارها أنجح دولة في البطولة.
كانت هذه هي المباراة النهائية الأولى لكأس العالم والوحيدة حتى الآن التي لا تسجل أهدافًا في الوقت العادي والإضافي ويتم تحديدها بركلات الترجيح. أضاع روبرتو باجيو الفائز بالكرة الفضية ركلة الجزاء الحاسمة لإيطاليا. سبق للبرازيل أن تغلبت على إيطاليا في نهائي 1970، مسجلةً نهائي 1994 كمرة ثانية التي التقى فيها نفس الفريقين في نهائيين مختلفين لكأس العالم، بعد أن التقت الأرجنتين وألمانيا في 1986 و 1990. تم لعب هذه المباراة في الساعة 12:30 بالتوقيت المحلي، وكانت آخر نهائي لكأس العالم يتم لعبه في وضح النهار.
منح الفيفا المباراة النهائية للبطولة إلى ملعب الكلية الرياضي الشهير بالقرب من لوس أنجلوس في 30 يونيو 1992 ؛ كان ملعب روز بول أكبر ملعب يستخدم للبطولة. مع أكثر من 94000 متفرج، فإن نهائي 1994 هو آخر نهائي لكأس العالم بحضور 90.000 متفرج أو أكثر اعتبارًا من 2018.
كرس الفريق البرازيلي فوزه لبطل العالم لسباقات السيارات الثلاثية الراحل أيرتون سينا،  الذي توفي في حادث في ذلك العام في سان مارينو جراند بريكس في إيطاليا قبل شهرين ونصف الشهر. مع احتلال إيطاليا المركز الثاني، أصبح فرانكو باريزي سادس لاعب في التاريخ يفوز بالميداليات الذهبية والفضية والبرونزية في كأس العالم لركة القدم. في السابق تم تحقيق هذه النتيجة في عام 1974 من قبل خمسة لاعبين ألمان: سيب ماير وفرانز بيكنباور وفولفغانغ أوفيرات ويورغن غرابوفيسكي وهورست ديتر هوتغيس.

## خلفية تاريخية

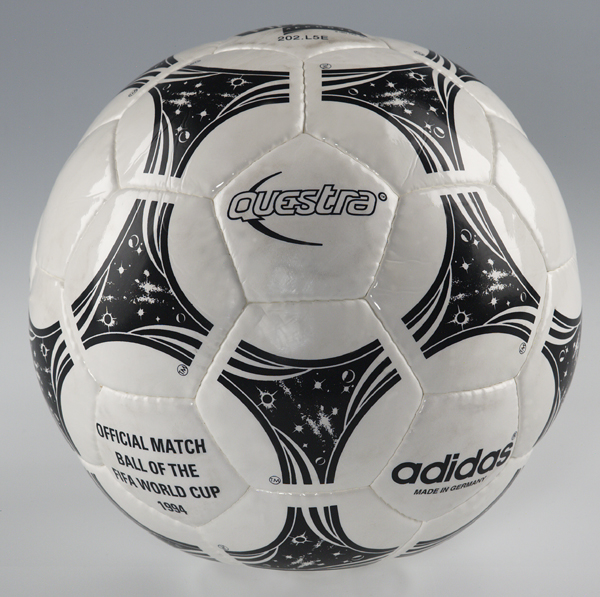
مثال على كرة أديداس كويسترا المستخدمة في المباراة

كانت نهائيات كأس العالم 1994 هي النسخة السادسة عشر من كأس العالم، مسابقة كرة القدم للفيفا للمنتخبات الوطنية، التي أقيمت في الولايات المتحدة بين 17 يونيو و17 يوليو، 1994. تضمنت النهائيات 24 فريقًا، مع تأهل الولايات المتحدة للنهائيات تلقائيًا كمضيف للبطولة، جنبًا إلى جنب مع ألمانيا بصفتها الفائزين عام 1990. تم تحديد المواقع الـ 22 المتبقية من خلال جولات التصفيات التي أقيمت بين مارس 1992 ونوفمبر 1993، والتي نظمتها اتحادات الفيفا الستة وشارك فيها 147 فريقًا. في البطولة النهائية، تم تقسيم الفرق الأربعة والعشرون إلى ست مجموعات من أربعة كل فريق يلعب بعضهم البعض مرة واحدة داخل المجموعة في شكل دورة روبن. تقدم الفريقان الأعلى ان من كل مجموعة جنبًا إلى جنب مع أفضل أربعة منتخبات في المركز الثالث إلى مرحلة خروج المغلوب. [13]
تم لعب المباراة في ملعب روز بول، في مدينة باسادينا في ولاية كاليفورنيا، وهي جزء من منطقة العاصمة لوس أنجلوس. بسعة 102000، كانت أكبر الملاعب المختارة لكأس العالم واستضافت سابقًا مباراة الميدالية الذهبية لكرة القدم في دورة الألعاب الأولمبية الصيفية لعام 1984 وخمسة مرات سوبر بولز، بالإضافة إلى لعبة Rose Bowl السنوية في كلية كرة القدم الأمريكية. كانت الكرة لهذه اللعبة هي أديداس كويسترا،  والتي تم تقديمها في بداية كأس العالم. كانت الكرة أخف من تلك المستخدمة سابقًا. ووصف الصحفي الكندي سكوت ماكين ذلك بأنه «تم تصميمه لإثارة المزيد من الإثارة لكرة القدم، في أرض لم يكن هناك سوى القليل من الإثارة لكرة القدم». أشاد المهاجمون بإمكانية التحكم في الكرة في البطولة، لكن حراس المرمى انتقدوا ما قالوا إنه ميلها غير المتوقع للانحراف في اللعب.
فازت البرازيل باللقب ثلاث مرات من قبل، في أعوام 1958 و1962 و1970، بينما سجلت إيطاليا أيضًا ثلاثة انتصارات في بطولات 1934 و 1938 و 1982. وبالتالي سيكون الفائز هو أول دولة تسجل فوزها الرابع بكأس العالم. التقى الفريقان أربع مرات من قبل في كأس العالم بفوزين لكل منهما - في نصف نهائي بطولة عام 1938، التي فازت بها إيطاليا 2-1 ؛ نهائي 1970، الذي فازت به البرازيل 4-1 ؛  في مباراة تحديد المركز الثالث عام 1978، فازت بها البرازيل 2-1، وبعد أربع سنوات في دور المجموعات، حيث فازت إيطاليا بالمباراة 3-2.
بدأت البرازيل البطولة كمرشح للفوز، حيث اعتبرها النقاد والمراهنون الفريق الأكثر احتمالا للفوز. واستشهد المعلقون بنجوم لاعبي الفريق مثل راي وروماريو، بالإضافة إلى أحوال الطقس الحار، التي قالوا إنها ستفضل فرق أمريكا اللاتينية. تم إدراج إيطاليا أيضًا قبل البطولة بين الفرق التي من المحتمل أن تفوز بالمسابقة، على الرغم من أن بعض المعلقين اعتقدوا أنهم قد يواجهون صعوبات بسبب الأداء الضعيف مؤخرًا والفشل في التكيف مع أسلوب اللعب الهجومي المفضل للمدير أريغو ساكي. في كأس العالم 1990، خرجت البرازيل من دور الـ16، وخسرت أمام الأرجنتين، بينما احتلت إيطاليا المركز الثالث في البطولة، على أرضها، بفوزها على إنجلترا في مباراة تحديد المركز الثالث بعد خسارتها أمام الأرجنتين بركلات الترجيح. في الدور نصف النهائي.

## الطريق إلى النهائي

### منتخب البرازيل
كانت البرازيل في المجموعة الثانية في كأس العالم، حيث انضمت إليها الكاميرون وروسيا والسويد. كانت مباراتهم الأولى هي المباراة الافتتاحية للبطولة على ملعب ستانفوردفي كاليفورنيا يوم 20 يونيو ضد روسيا. افتتحت البرازيل التسجيل في الدقيقة 26، عندما أفلت روماريو من مراقبه بعد ركلة ركنية متأرجحة وضرب الكرة في المرمى. سجلت البرازيل مرة أخرى في الدقيقة 52، عندما حول راي ركلة جزاء بعد خطأ من فلاديسلاف تيرنافسكي على روماريو، واستمروا في تحقيق الفوز 2-0. كانت مباراتهم الثانية ضد الكاميرون في 24 يونيو، مرة أخرى في ستانفورد. أعطى روماريو البرازيل التقدم في الدقيقة 39 بعد تلقيه تمريرة من دونجا وارتطامها بالحارس جوزيف أنطوان بيل. في الشوط الثاني، طُرد مدافع الكاميرون ريغوبرت سونغ لارتكابه خطأ على راي، قبل أن يضيف مارسيو سانتوس وبيبيتو هدفين آخرين ليكملوا الفوز 3-0 للبرازيل. كانت النتيجة تعني أن البرازيل تأهلت لدور الستة عشر مع تبقي مباراة واحدة. كانت مباراة البرازيل الأخيرة في المجموعة ضد السويد في ملعب سيلفردوم في ميشيغان يوم 28 يونيو. أعطى كينيت أندرسون للسويد التقدم في الدقيقة 23، بعد تمريرة طويلة من توماس برولين، قبل أن يتعادل روماريو للبرازيل بهدفه الثالث في البطولة بعد فترة وجيزة من الشوط. الوقت. انتهت المباراة بنتيجة 1–1، وهو ما كان كافياً للبرازيل لإنهاء المباراة كفائزين بالمجموعة.
|             | الموجهة          | النتيجة |
| ----------- | ---------------- | ------- |
| 1           | روسيا            | 2–0     |
| 2           | الكاميرون        | 3–0     |
| 3           | السويد           | 1–1     |
| دور 16      | الولايات المتحدة | 1–0     |
| ربع النهائي | هولندا           | 3–2     |
| نصف النهائي | السويد           | 1–0     |

واجهت البرازيل الولايات المتحدة في دور الـ16، حيث لعبت مع الدولة المضيفة في 4 يوليو، يوم استقلالها. وصف بول ويلسون من صحيفة الغارديان أداء البرازيل خلال معظم فترات المباراة بأنه «غير مقنع تمامًا كأبطال طموحين»، حتى سجل بيبيتو هدف المباراة الوحيد في الدقيقة 72. أنهى الفريقان المباراة بعشرة لاعبين بعد طرد البرازيلي ليوناردو أراوجو لارتكابه خطأ عنيفًا بينما تم طرد الأمريكي فرناندو كلافيجو لمخالفة ثانية قابلة للحجز. في ربع النهائي، لعبت البرازيل مع هولندا في ملعب كوتون باول في دالاس في 9 يوليو. بعد الشوط الأول بدون أهداف، أعطى روماريو البرازيل التقدم من تمريرة بيبيتو في الدقيقة 53، قبل أن يسجل بيبيتو بنفسه الهدف الثاني بعد ذلك بعشر دقائق. اعترض اللاعبون الهولنديون على الهدف الثاني، قائلين إن روماريو قد وقع في فخ التسلل عندما مرر برانكو إليه في الحشد، لكن الهدف صمد. قال الهولندي روب ويتشغي لاحقًا إن مساعد الحكم كان «أعمى تمامًا». وقلبت هولندا الهدف بعد دقيقة واحدة عن طريق دينيس بيركامب، ثم أدركت التعادل قبل 14 دقيقة من نهاية المباراة، عبر آرون وينتر. سجلت البرازيل مرة أخرى في الدقيقة 81 عندما سدد برانكو ركلة حرة من 30 يارد (27 م) ليحقق الفوز 3-2. كانت مباراة نصف نهائي البرازيل ضد السويد في ملعب روز بول في باسادينا، كاليفورنيا في 13 يوليو. دافعت السويد بعمق طوال المباراة وتم تقليصها إلى 10 لاعبين عندما طُرد جوناس تيرن في الدقيقة 63 لخطأ على دونجا. كان لدى البرازيل الكثير من الاستحواذ والعديد من الفرص طوال المباراة، لكنهم لم يسجلوا حتى الدقيقة 81 عندما سدد روماريو كرة رأسية في المرمى السويدي من عرضية يورجينيو. فازت البرازيل 1-0 وحصلت على مكان في النهائي.

### منتخب إيطاليا
|             | الموجهة         | النتيجة      |
| ----------- | --------------- | ------------ |
| 1           | جمهورية أيرلندا | 0–1          |
| 2           | النرويج         | 1–0          |
| 3           | المكسيك         | 1–1          |
| دور 16      | نيجيريا         | 2–1 (ب.و.إ.) |
| ربع النهائي | إسبانيا         | 2–1          |
| نصف النهائي | بلغاريا         | 2–1          |

وقعت إيطاليا في المجموعة الخامسة في النهائيات، إلى جانب المكسيك والنرويج وجمهورية أيرلندا. بدأوا حملتهم في 18 يونيو ضد جمهورية أيرلندا على ملعب جاينتس في شرق راذرفورد، نيو جيرسي. كانت إيطاليا واحدة من المرشحين للفوز بكأس العالم قبل البطولة،  لكن الجمهور في الغالب أمريكيون من أصل إيرلندي. فازت أيرلندا بالمباراة 1-0 من خلال هدف في الدقيقة 11 سجله راي هوتون،  وهي نتيجة وصفتها فيما بعد من قبل Irish Post بأنها «واحدة من أعظم اللحظات الرياضية في أيرلندا». كانت المباراة الثانية لإيطاليا ضد النرويج في 23 يونيو، مرة أخرى على ملعب جاينتس. تم طرد حارس المرمى جيانلوكا باليوكا في الدقيقة 22 لارتكاب خطأ احترافي، لكن إيطاليا تعافت لتفوز بالمباراة 1-0، وسجل دينو باجيو هدف الفوز في الدقيقة 69. بدأت مباراتهم الأخيرة في المجموعة ضد المكسيك على ملعب RFK ملعب روبرت كينيدي التذكاري في واشنطن العاصمة، حيث كانت جميع فرق المجموعة الخامسة متساوية في النقاط. وتفوق الخصم عدد المشجعين الإيطاليين مرة أخرى، لكن فريقهم تقدم بعد وقت قصير من نهاية الشوط الأول بتسديدة منخفضة من دانييلي ماسارو. كاد ماسارو أن يضيف ثانية في 56 دقيقة، ولكن بعد ذلك أدركت المكسيك التعادل بعد دقيقة واحدة عن طريق مارسيلينو برنال. وانتهت المباراة بنتيجة 1–1، في حين تعادلت النرويج وأيرلندا أيضًا، وتركت الفرق الأربعة في 4 نقاط بفارق أهداف متطابق. مع تسجيل أكبر عدد من الأهداف، احتلت المكسيك المركز الأول في المجموعة، بينما احتلت النرويج المركز الأخير بأقل عدد من الأهداف. كان لكل من إيطاليا وجمهورية أيرلندا هدفان، لكن أيرلندا احتلت المركز الثاني بفوزها على إيطاليا. تأهلت إيطاليا للدور التالي، مع ذلك، كواحدة من أفضل فرق المركز الثالث أداءً، مع تأكيد تقدمهم عندما هُزمت الكاميرون أمام روسيا في وقت لاحق من ذلك اليوم.
كانت منافسة إيطاليا في دور الـ16 هي نيجيريا، على ملعب فوكسبورو في فوكسبورو في ماساتشوستس في 5 يوليو. تقدمت نيجيريا في الدقيقة 25، عندما أخذ فينيدي جورج ركلة ركنية ارتدت من المدافع الإيطالي باولو مالديني قبل أن يسددها إيمانويل أمونيكي في المرمى. في الدقيقة 75 طُرد الإيطالي جيانفرانكو زولا، الذي شارك كبديل، بسبب خطأ على أوغوستين إيغوافون، فور حرمانه من ركلة جزاء. ورغم هذه الانتكاسة، أدركت إيطاليا التعادل في الدقيقة 88 عندما سدد روبرتو باجيو تسديدة منخفضة في شباك الحارس النيجيري. بنتيجة 1-1، ذهبت المباراة إلى الوقت الإضافي وحُسمت المباراة عندما سجل روبرتو باجيو هدفه الثاني في 102 دقيقة، ليحقق فوز إيطاليا 2-1. كانت مباراة ربع النهائي ضد إسبانيا في فوكسبورو في 9 يوليو. منح دينو باجيو إيطاليا التقدم في 25 دقيقة، قبل أن يدرك الإسباني خوسيه لويس كامينيرو التعادل قبل مرور ساعة. للمباراة الثانية على التوالي، سجل روبرتو باجيو في الدقيقة 88، وسجل من زاوية ضيقة بعد دخول منطقة الجزاء وفازت إيطاليا 2-1. عادوا إلى ملعب جيانتس في 13 يوليو لمباراة نصف النهائي ضد كرواتيا. كانت بلغاريا قد هزمت البطلين السابقين الأرجنتين وألمانيا في طريقها إلى المباراة، لكن إيطاليا بدأت بقوة، حيث سجل روبرتو باجيو هدفين في أول نصف ساعة لمنحهم التقدم 2-0. سجل البلغاري خريستو ستويشكوف هدفًا من ركلة جزاء قبل وقت قصير من نهاية الشوط الأول، واحتج على رفض مرتين من ركلة جزاء في الشوط الثاني، لكن إيطاليا احتفظت بالفوز 2-1 والمركز في النهائي الكبير.

## احداث المباراة
تم إنذار البرازيلي مازينهو في الدقيقة الرابعة لخطأ على نيكولا بيرتي. في الدقيقة 13، أتيحت الفرصة لروماريو للتسجيل برأسية من مسافة قريبة، إثر تمريرة عرضية من دونجا، لكن رأسيته ذهبت مباشرة إلى الحارس. بعد أربع دقائق، مرر روماريو الكرة إلى بيبيتو على الجانب الأيسر من منطقة الجزاء. بدلا من التسديد، حاول بيبيتو عرضية لكنها انحرفت خلف باولو مالديني. ثم حظيت إيطاليا بأفضل فرصها في المباراة عندما تغلب دانييلي مسارو على اثنين من المدافعين وكان واحدًا لواحد مع تافاريل، لكن تسديدته كانت موجهة مباشرة إلى الحارس البرازيلي. في الدقيقة 21، اضطر البرازيلي يورجينيو إلى مغادرة المباراة إثر إصابة تعرض لها قبل ذلك بدقائق وتم استبداله بكافو. قدمت إيطاليا بديلاً في الدقيقة 34، ليحمل لويجي أبولوني بدلاً من روربيتو موسي، لينقل مالديني إلى مركز الظهير الأيسر. حاول روبرتو باجيو تمرير الكرة إلى أنتونيو بيناريفو في وقت متأخر من الشوط الأول لكن أليدير تمكن من اعتراضها. في وقت متأخر من الشوط، أتيحت للبرازيل فرصتان إضافيتان، الأولى من روماريو، الذي تصدى لتسديدته جيانلوكا باليوكا دون أن يسقط أمام لاعب برازيلي، ثم عبر برانكو الذي تصدى لركلة حرة. نتجت الركلة الحرة عن خطأ من قبل أبولوني على روماريو، حيث تلقى أبولوني بطاقة صفراء، بينما تم حجز المدافع الإيطالي ديميتريو ألبرتيني أيضًا لعدم وجوده بعيدًا عن الكرة بشكل كافٍ أثناء الركلة الحرة. انتهى الشوط الأول بنتيجة 0-0.
في الشوط الثاني، سدد كافو تسديدة مرت في وجه المرمى الإيطالي، وبعد ذلك حاول بيبيتو التسجيل بضربة رأسية أنقذها باجليوكا وتم الإبلاغ عنها أيضًا بداعي التسلل. حصل روبرتو باجيو على فرصة لإيطاليا، عندما تلقى تمريرة من دينو باجيو وكان قادرًا على الركض نحو المرمى البرازيلي، لكن مارسيو سانتوس تصدى له وركل الكرة خارجًا منهيا شوطه. حضر سيلفا تسديدة قوية من مسافة بعيدة ارتدت من القائم، وبعدها أتيحت الفرصة لمازينيو أيضًا لكن باجليوكا تمكن من إيقاف الكرة. بخلاف ذلك، كان الشوط الثاني خاليًا إلى حد كبير من فرص التهديف، حيث لم تتمكن البرازيل من اختراق ثنائي قلب الدفاع فرانكو باريزي وباولو مالديني. قلة اللعب الهجومي في المباراة كانت بسبب ثبات خط الوسط القوي من قبل دينو باجيو لإيطاليا، ومن قبل كل من دونجا وماورو سيلفا للبرازيل.
مع بدء الوقت الإضافي، أصبحت الفرص أكثر وفرة، حيث بدأت البرازيل بالسيطرة على اللعب. أتيحت الفرصة لروماريو مرة أخرى في وقت مبكر من الوقت الإضافي بعد أن اتخذ باجليوكا قرارًا خاطئًا بالتقدم لتمريرة عرضية تاركًا الهدف مكشوفًا لكن بيبيتو لم يتمكن من إيجاده. روبرتو باجيو، الذي كان هادئًا طوال معظم المباراة بعد أن تعرض لإصابة في وقت سابق من البطولة، كان له نصيبه الوحيد من المرمى في المباراة بأكملها في الشوط الأول من الوقت الإضافي، حيث سدد تسديدة من حوالي 25 ياردة، لكن تافاريل دفع بالرصاص. أتيحت الفرصة لزينيو في الشوط الأول في الوقت الإضافي، حيث سدد تسديدته بشكل جيد من داخل المنطقة، لكن باجليوكا تصدى بشكل جيد في القائم القريب. في الشوط الثاني من الوقت الإضافي، أهدر روماريو فرصة ذهبية لمنح البرازيل الكأس، حيث وجده كافو داخل منطقة الست ياردات. مع بقاء باجليوكا على بعد أربع ياردات على الأقل منه على الجانب الآخر من المرمى، والهدف بأكمله للتصويب، وضع روماريو تسديدته بعيدًا عن القائم.
كانت هذه هي المرة الأولى التي يتم فيها تحديد كأس العالم بركلات الترجيح. نفذ كابتن إيطاليا باريزي ركلة الجزاء الأولى وسدد ركلة الجزاء فوق العارضة. ذهب قلب الدفاع البرازيلي مارسيو سانتوس بعد ذلك، لكن باجليوكا أنقذ جهد المدافع البرازيلي من أسفل إلى يمينه. ذهب ديميتريو ألبرتيني بعد ذلك لإيطاليا، وسجل ركلة جزاء في الزاوية العليا. كان روماريو هو التالي للبرازيل، وسجل ركلة الجزاء، ووضعها حتى الآن في الزاوية التي ارتطمت بالقائم، وتعادل النتيجة بنتيجة 1-1. أحرز البرتغالي ألبريغو إيفاني المركز الثالث لإيطاليا، وسجل ركلة جزاء عالية وفي المنتصف، حيث تحرك تافاريل إلى اليمين. ذهب برانكو بعد ذلك للبرازيل، وسجل في الزاوية اليسرى السفلية. ماسارو، الذي سجل هدفين في نهائي دوري أبطال أوروبا قبل أقل من شهرين، ذهب بعد ذلك لإيطاليا، لكنه لم يتمكن من وضع الكرة في شباك تافاريل تمامًا كما لم يكن قادرًا على القيام بها في المباراة، حيث تصدى حارس البرازيل. على يساره. كان قائد البرازيل دونجا هو التالي، ووضع تسديدته بشكل مريح في الزاوية اليسرى السفلية، مما جعلها نقطة المباراة. مع حاجة إيطاليا للتسجيل لتحافظ على أحلامها، صعد المهاجم  باجيو لينفذ ركلة الجزاء. في ما سيصبح لحظة سيئة السمعة في تاريخ كأس العالم، سدد باجيو ركلة جزاء على العارضة، بطريقة مماثلة لباريزي، وهذا منح البرازيل لقبها الرابع.

## التقرير
| البرازيل                                 | 0 – 0 (ب.و.إ.) | إيطاليا                                    |
| ---------------------------------------- | -------------- | ------------------------------------------ |
|                                          | (تقرير)        |                                            |
| ركلات الترجيح                            |                |                                            |
| مارسيو روبرتو · روماريو · برانكو · دونغا | 3 – 2          | باريزي · ألبرتيني · إيفاني · مسارو · باجيو |

| البرازيل | إيطاليا |

| البرازيل:            |    |                 |     |      |
|                      |    |                 |     |      |
| GK                   | 1  | كلاوديو تافاريل |     |      |
| RB                   | 2  | جورجينيو        |     | 21'  |
| CB                   | 13 | ألدايير         |     |      |
| CB                   | 15 | مارسيو سانتوس   |     |      |
| LB                   | 6  | برانكو          |     |      |
| DM                   | 5  | ماورو سيلفا     |     |      |
| DM                   | 8  | دونغا           |     |      |
| AM                   | 17 | مازينيو         | 4'  |      |
| AM                   | 9  | زينيو           |     | 106' |
| CF                   | 11 | روماريو         |     |      |
| CF                   | 7  | بيبيتو          |     |      |
| البدلاء:             |    |                 |     |      |
| DF                   | 14 | كافو            | 87' | 21'  |
| FW                   | 21 | فيولا           |     | 106' |
| المدرب:              |    |                 |     |      |
| كارلوس ألبرتو بيريرا |    |                 |     |      |

| إيطاليا:   |    |                   |     |     |
|            |    |                   |     |     |
| GK         | 1  | جيانلوكا باليوكا  |     |     |
| RB         | 8  | روبرتو موسي       |     | 35' |
| CB         | 6  | فرانكو باريزي     |     |     |
| CB         | 5  | باولو مالديني     |     |     |
| LB         | 3  | أنتونيو بيناريفو  |     |     |
| RM         | 14 | نيكولا بيرتي      |     |     |
| CM         | 13 | دينو باجو         |     | 95' |
| CM         | 11 | ديميتريو ألبرتيني | 42' |     |
| LM         | 16 | روبرتو دونادوني   |     |     |
| CF         | 10 | روبرتو باجو       |     |     |
| CF         | 19 | دانييلي مسارو     |     |     |
| البدلاء:   |    |                   |     |     |
| DF         | 2  | لويجي أبولوني     | 41' | 35' |
| MF         | 17 | ألبريغو إيفاني    |     | 95' |
| المدرب:    |    |                   |     |     |
| أريغو ساكي |    |                   |     |     |

| المسؤولون - المساعدان: - فيناسيو زاراتي (بارغواي) - محمد فنائي (إيران) - الحكم الرابع: فرانسيسكو أوسكار لامولينا (الأرجنتين) |

## ما بعد المباراة

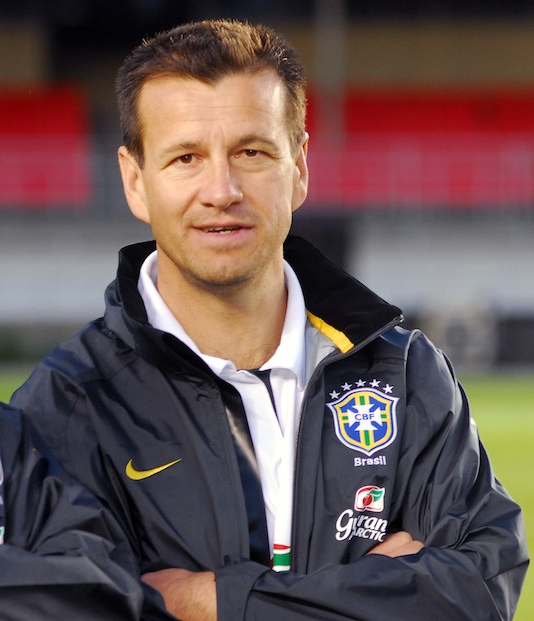
صورة توضيحية

وكان نائب الرئيس الأمريكي آل جور ورئيس الاتحاد الأوروبي لكرة القدم لينارت جوهانسون ورئيس الفيفا جواو هافيلانج من بين الحاضرين في المدرجات خلال حفل توزيع الجوائز. في حفل التقديم، سلم آل جور الكأس إلى دونغا قائد البرازيل.